# بهمن طیبی
بهمن طیبی کشتی‌گیر و مربی کشتی فرنگی ایرانی است. وی در نهمین دوره رقابت‌های کشتی فرنگی قهرمانی آسیا، تهران به مقام چهارم دست یافت. اما وی در عرصه مربیگری موفق تر ظاهر شد و به کادر فنی تیم ملی هم رسید و تیم امام رضای قائم شهر رابه قهرمانی لیگ برتر کشتی فرنگی رساند.